# Panicum cipoense
Panicum cipoense là một loài thực vật có hoa trong họ Hòa thảo. Loài này được Renvoize & Send. mô tả khoa học đầu tiên năm 1980.